# Sarimekar
Sarimekar is een bestuurslaag in het regentschap Sumedang van de provincie West-Java, Indonesië. Sarimekar telt 6314 inwoners (volkstelling 2010).